# Калініно (Березинський район)
Калініно (біл. вёска Калініна) — село в складі Березинського району Мінської області, Білорусь. Село підпорядковане Поплавській сільській раді, розташоване в східній частині області.